# استوتون (ویسکانسین)
استوتون، ویسکانسین  (به انگلیسی: Stoughton) شهری در شهرستان دین ایالت ویسکانسین است که در سال ۱۸۸۲ بنیان‌گذاری شده‌است. این شهر طبق سرشماری سال ۲۰۱۰ میلادی ۱۲٬۶۱۱ نفر جمعیت داشته‌است.

## نگارخانه

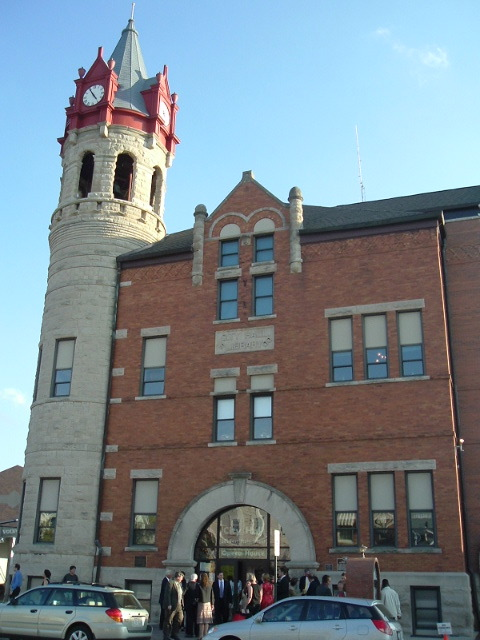
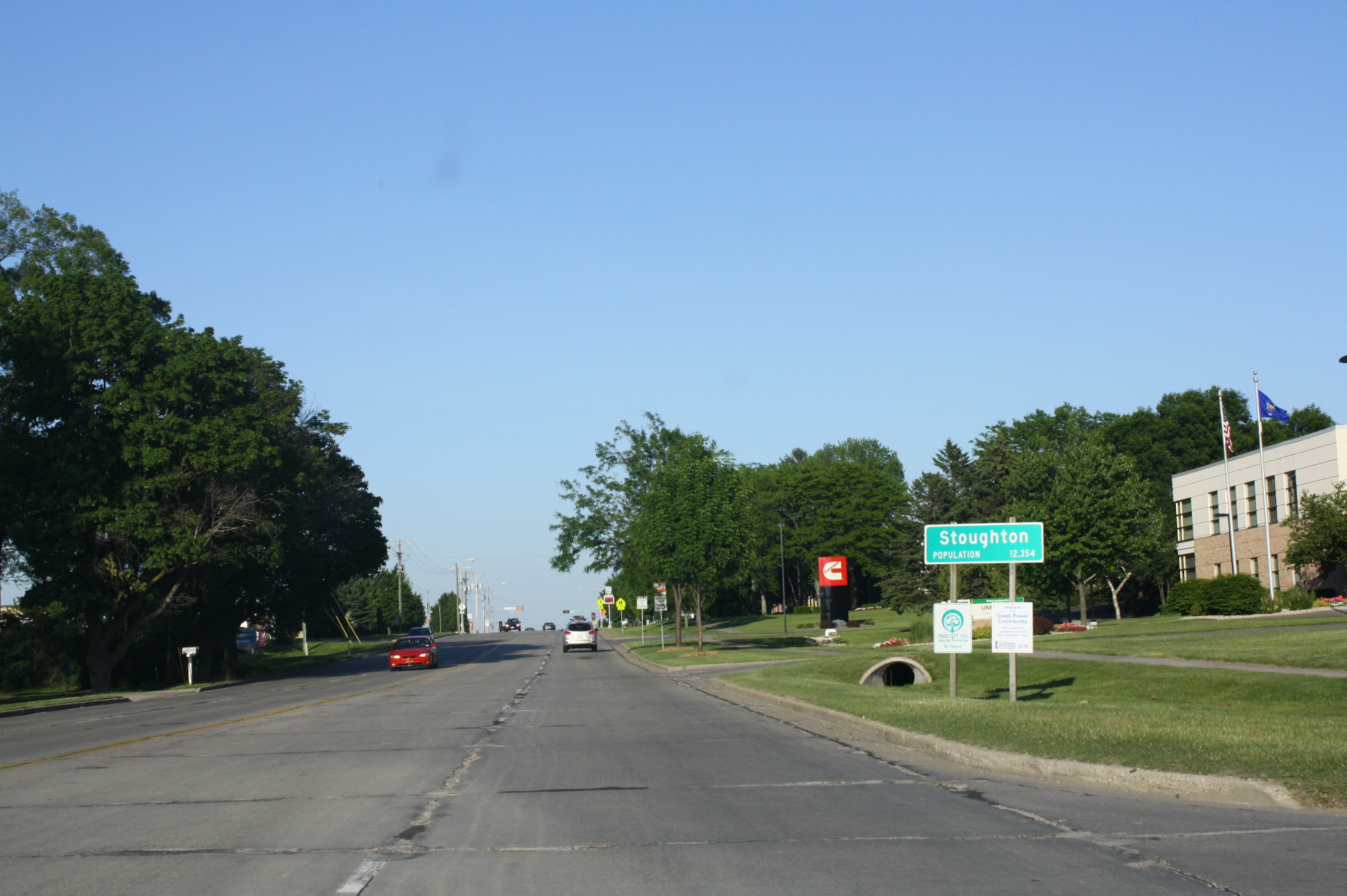
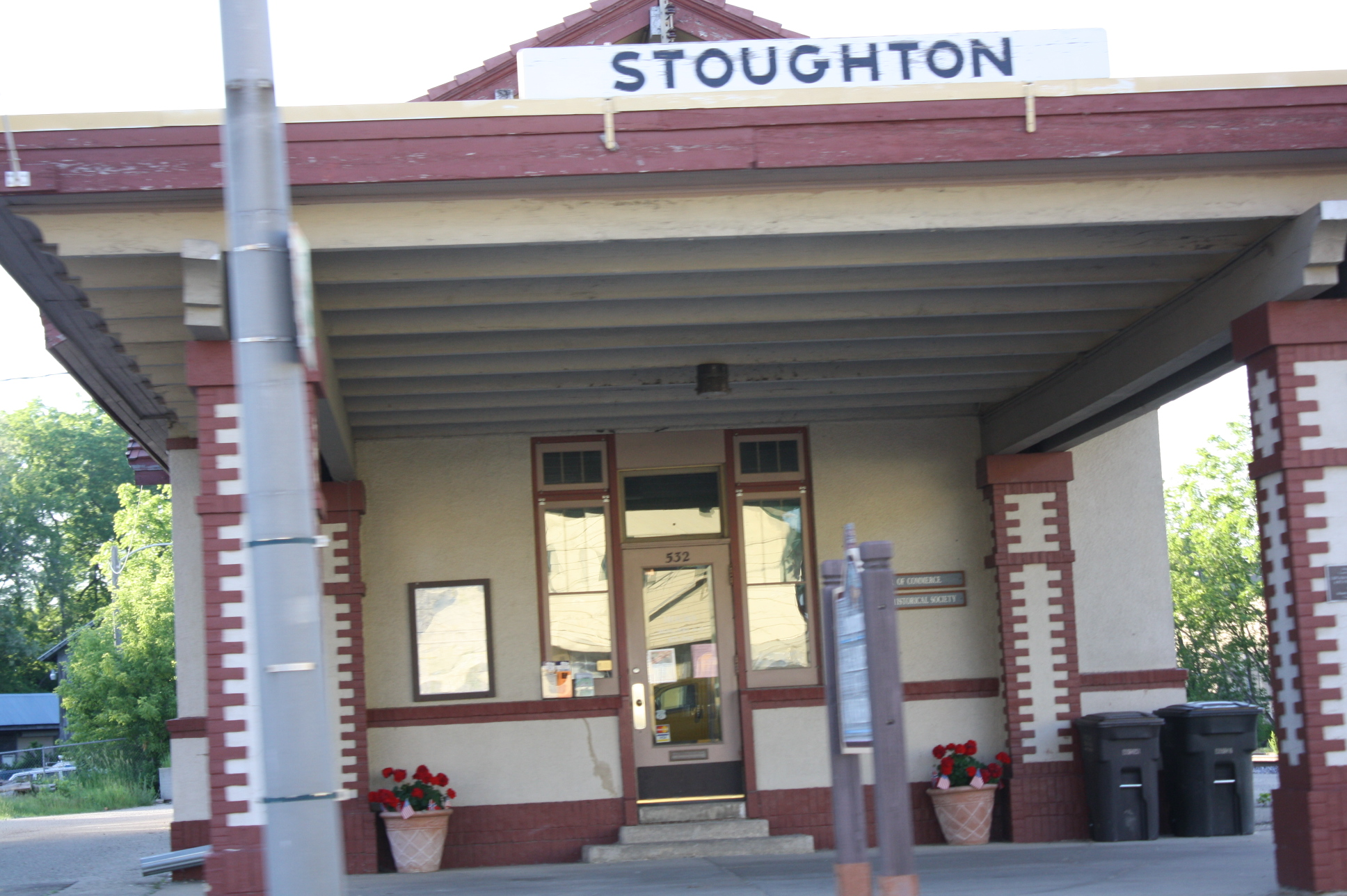
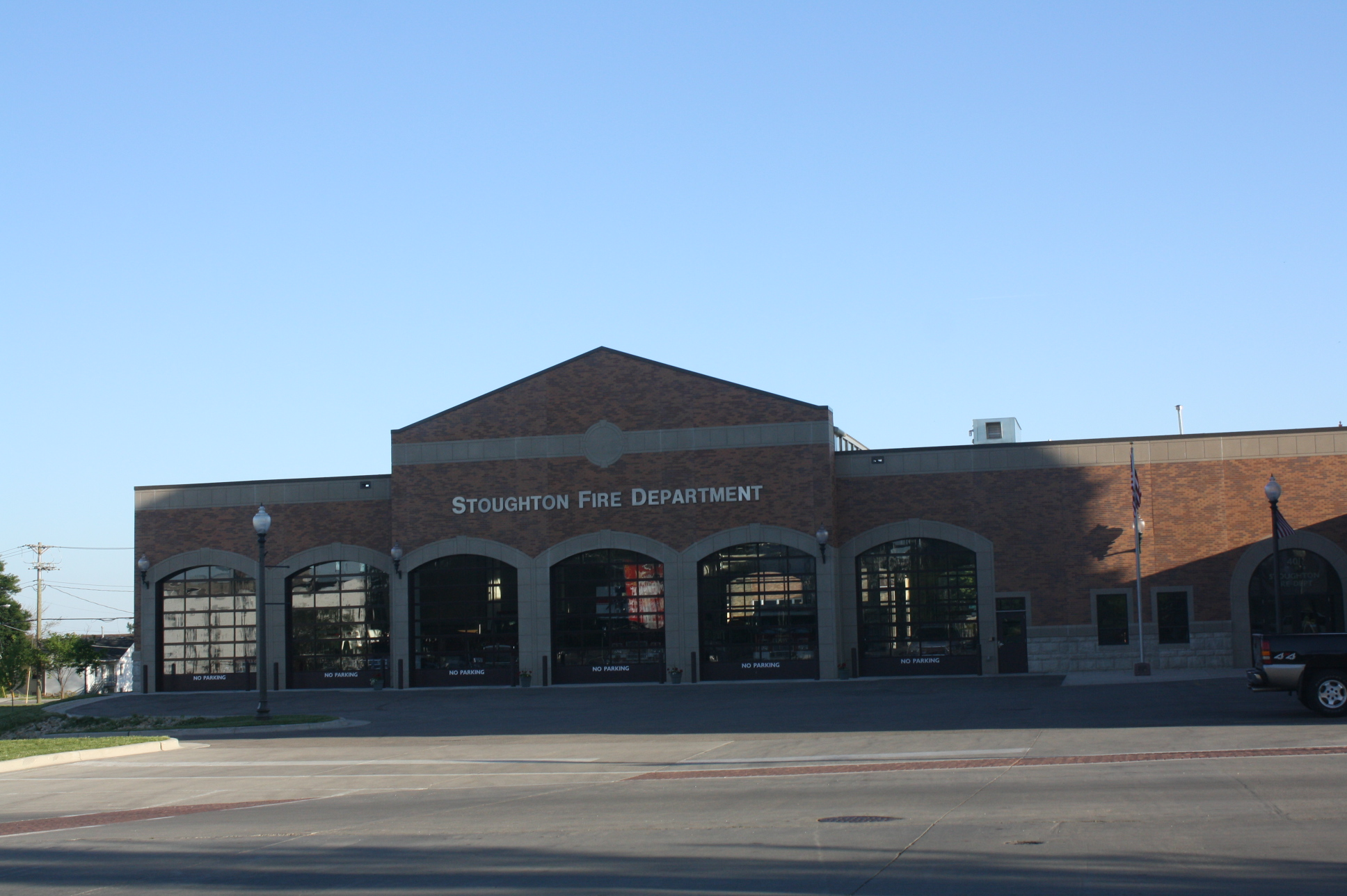
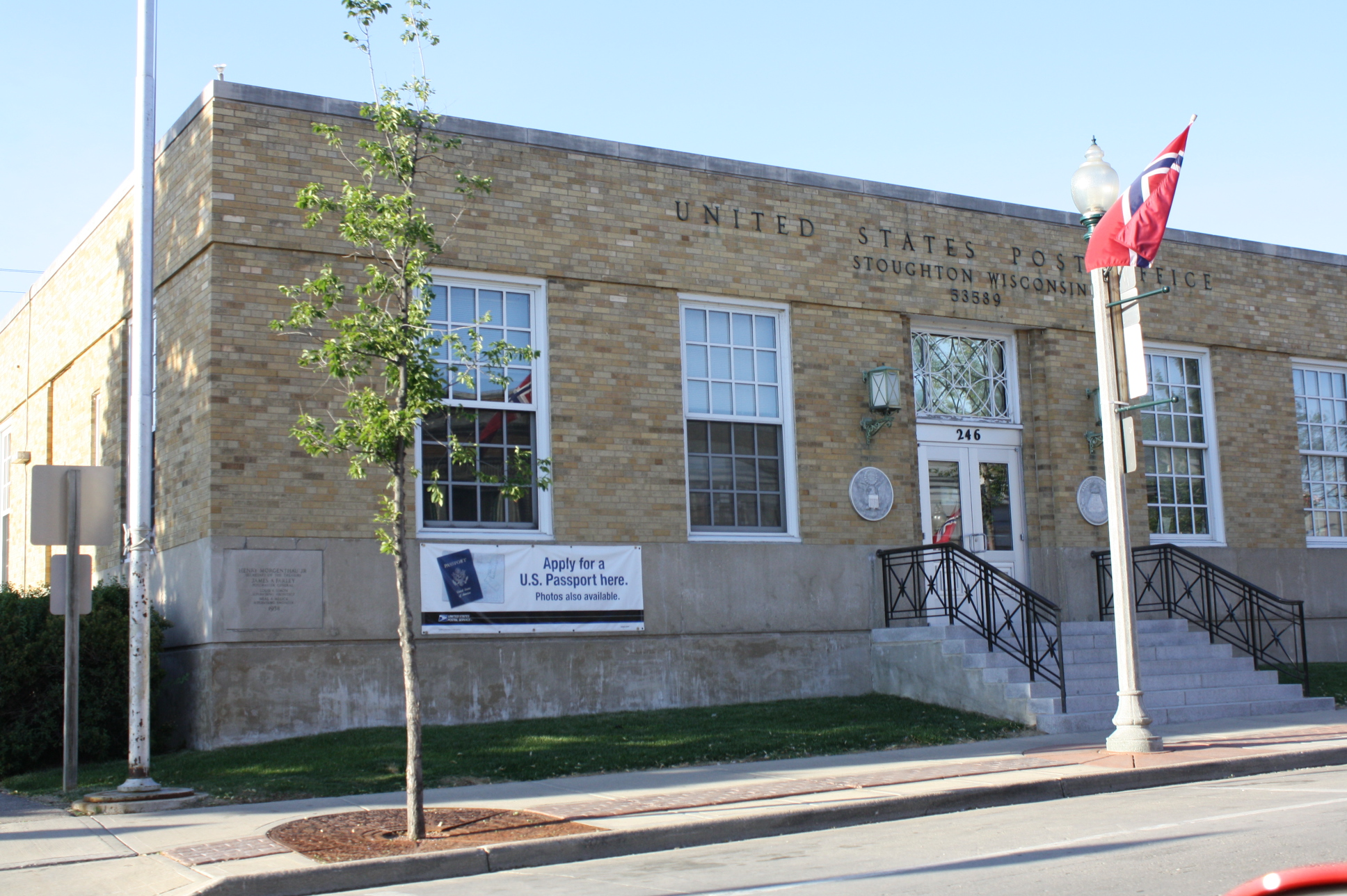
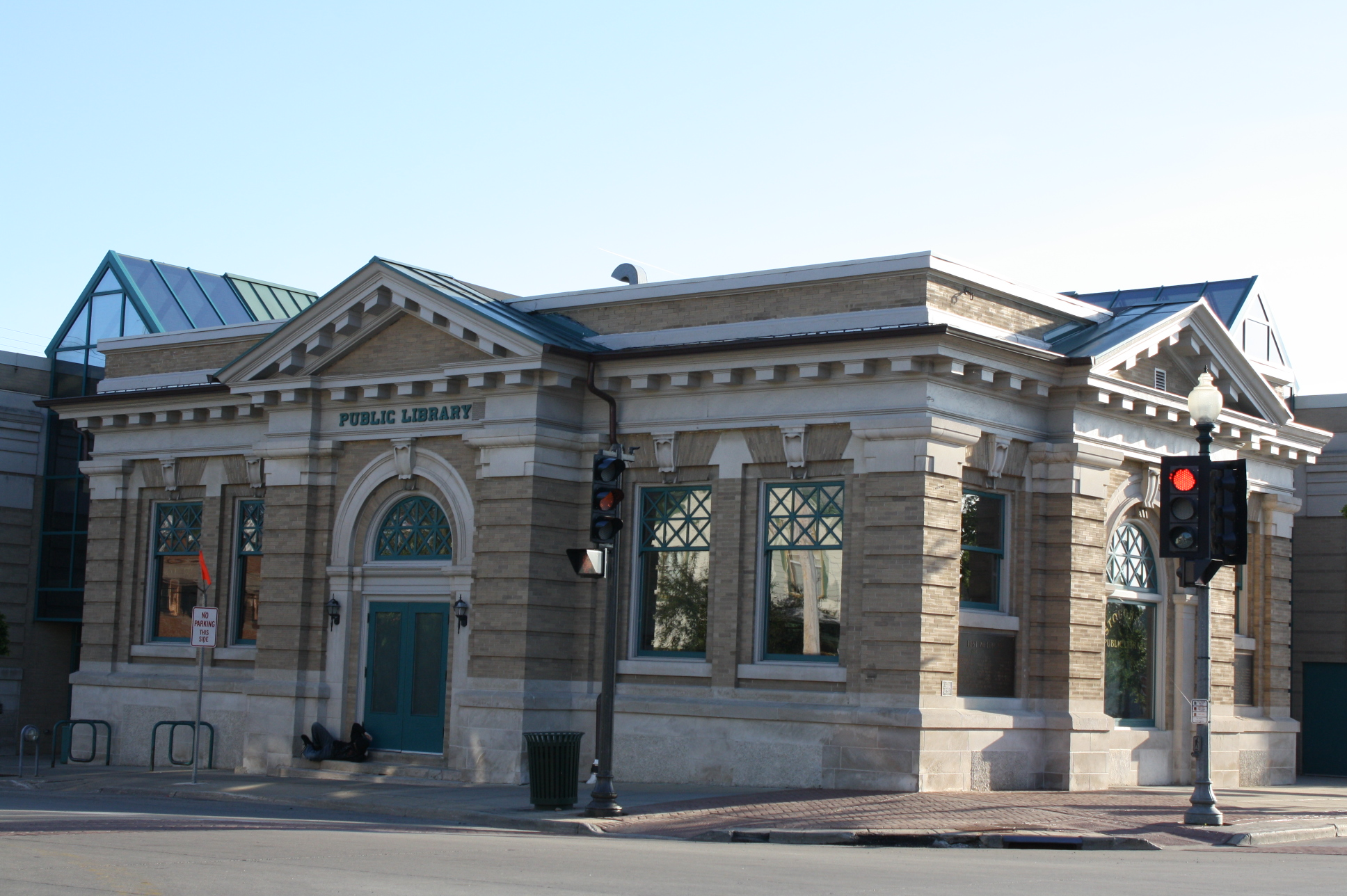
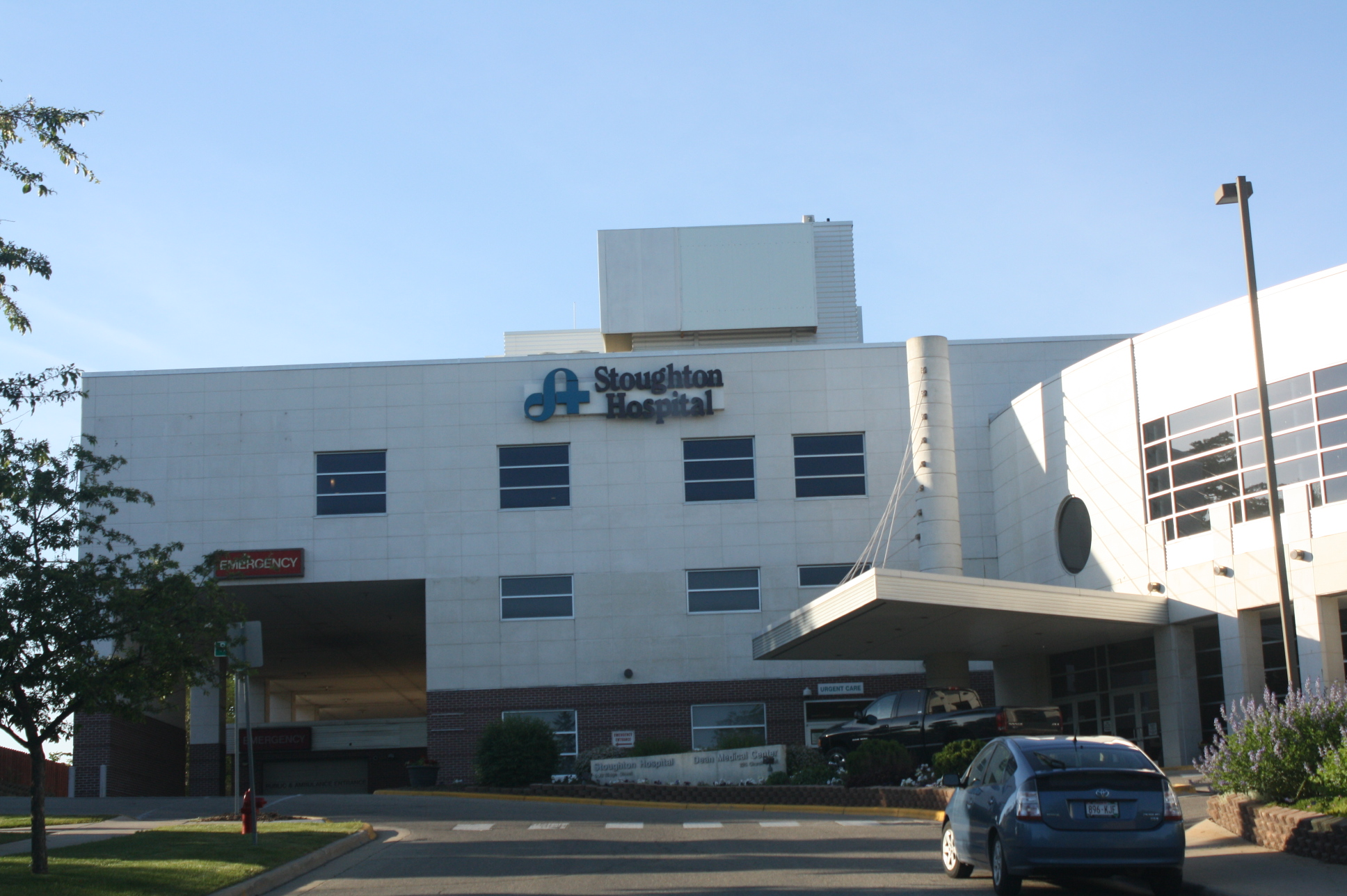
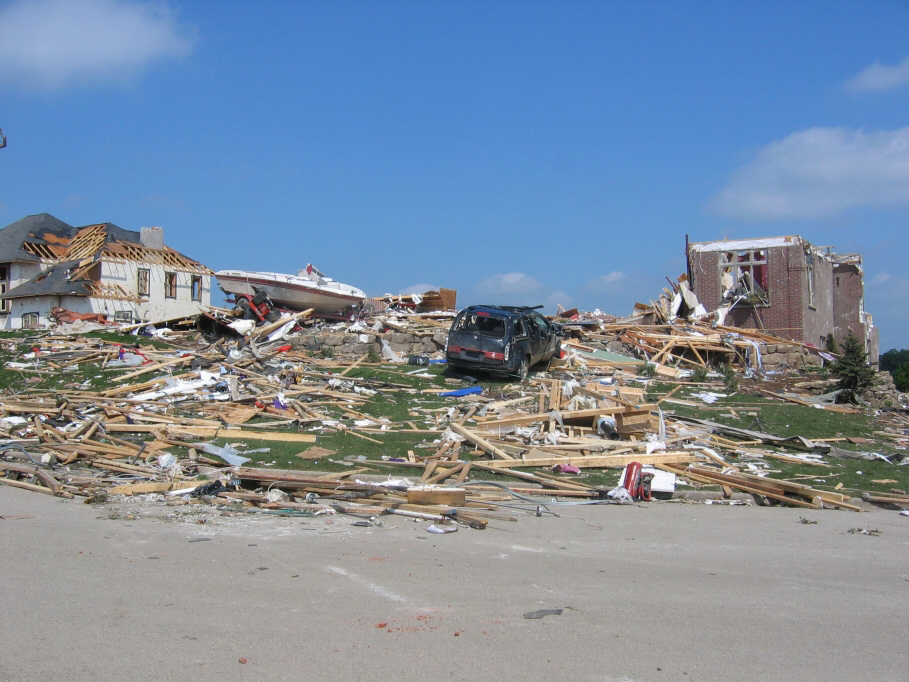
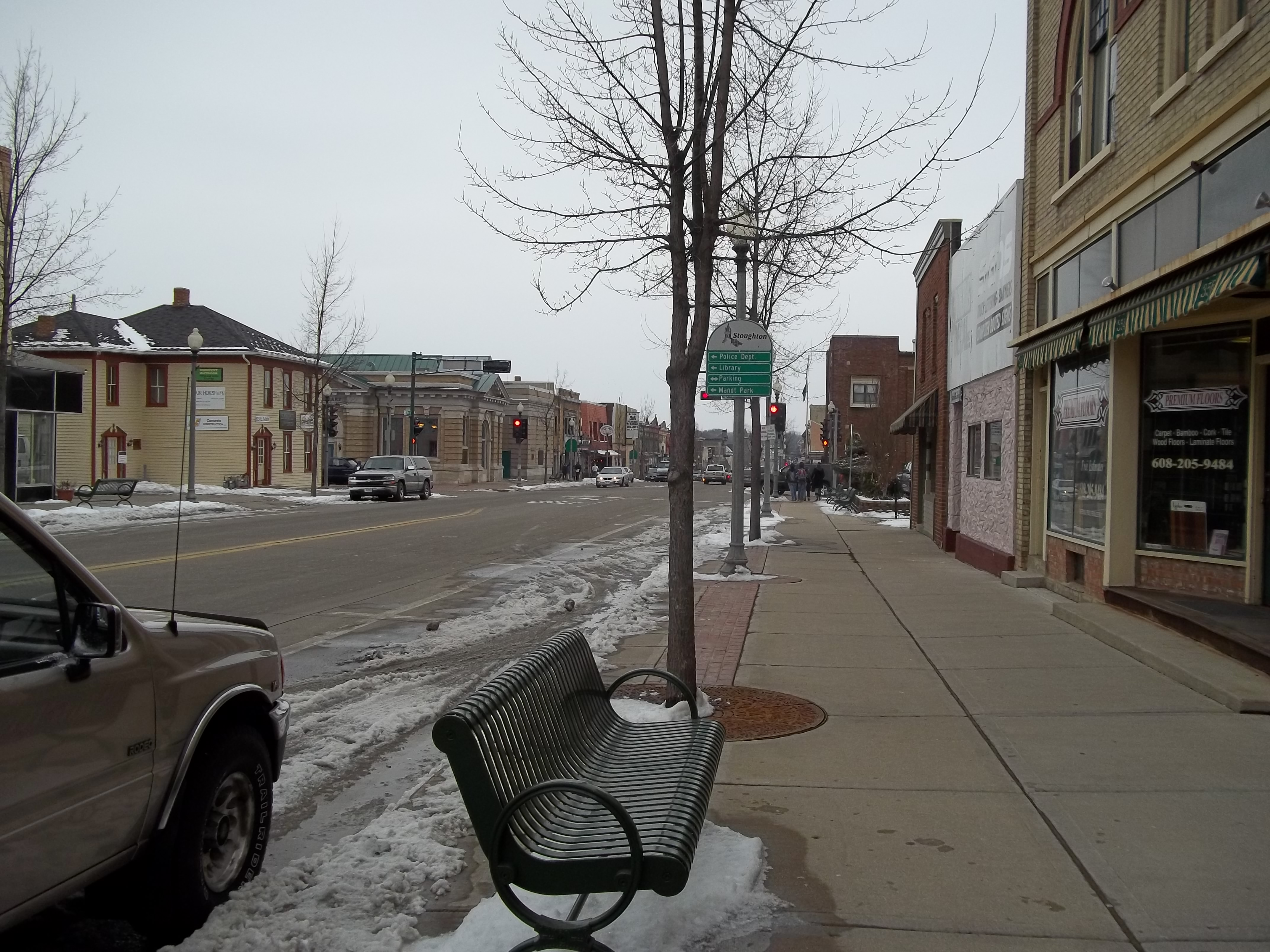